# Ridgefield (Washington)
Ridgefield es una ciudad ubicada en el condado de Clark en el estado estadounidense de Washington. En el año 2000 tenía una población de 4.314 habitantes y una densidad poblacional de 162,5 personas por km².

## Geografía
Ridgefield se encuentra ubicada en las coordenadas 45°48′55″N 122°43′40″O / 45.81528, -122.72778.

## Demografía
Según la Oficina del Censo en 2000 los ingresos medios por hogar en la localidad eran de $46.012, y los ingresos medios por familia eran $51.121. Los hombres tenían unos ingresos medios de $38.125 frente a los $27.426 para las mujeres. La renta per cápita para la localidad era de $21.696. Alrededor del 6,3% de la población estaban por debajo del umbral de pobreza.